# Евангелие Мани
Евангелие Мани (также Великое Евангелие, Живое Евангелие) — гностическое Евангелие, написанное Мани в III веке. Первоначальный текст был составлен на сирийском языке и назывался Евангелион (сир.: ܐܘܢܓܠܝܘܢ), от греч. εὐαγγέλιον («благая весть»). Евангелие являлось одним из семи первоначальных священных книг манихейства. Некоторое число фрагментов сохранилось в так называемом Кёльнском кодексе Мани (обнаружен в 1969 году); имеются рукописные фрагменты, найденные в Турфане, начиная с 1904 года. Некоторые коптские рукописные фрагменты, найденные в Файюме, по-видимому, содержат своего рода комментарий или проповедь на Евангелие Мани.
Аль-Бируни, ещё имевший полный текст Евангелия Мани, комментировал его как «Евангелие особого вида», отличное от любого христианского Евангелия. По свидетельству Аль-Бируни, манихеи утверждали, что их Евангелие — единственное истинное, а различные христианские Евангелия искажают правду о Мессии.
В историографии есть тенденция отождествлять Живое Евангелие Мани с другим его произведением, известным как Эртенк, Ардханг / Аржанг (древнеперсидский: artha-thanha ≈ «истинная весть»), или Иллюстрированная книга. Ардханг на самом деле был иллюстрированной книгой, названной Эикон на греческом и коптском языках. Это была книга, содержащая иллюстрации, которые сопровождали описание космологии Мани и облегчали ее понимание. Фотий I (или Псевдо-Фотий) в комментарии к тексту говорит о наличии фальсифицированного рассказа о некоторых деяниях Иисуса, тогда как Пётр Сицилийский утверждает, что там нет такого материала.
Известно, что Евангелие состояло из 22 частей, каждая из которых обозначалась одной из букв арамейского алфавита. Комбинация двух фрагментов из Турфана позволяет восстановить текст первой части (алаф). Раздел посвящён природе «Властелина Светлого Мира», который пребывает на Пупе земли (на Оси мира), но также присутствует на всей своей земле, извне как изнутри, и не имеет иных пределов, кроме как граница его земли с землёй его врага, «Царством Тьмы». В. Шнеемельхер (1990) осторожно предполагает, что текст мог быть создан как Евангелие гностического типа, возможно, предназначенное для комментария или замены христианского Евангелия.